# Воздушные бои в феврале 1999 года
Воздушные бои в феврале 1999 года — три столкновения военно-воздушных сил Эфиопии и Эритреи во время пограничной войны 1998—2000 годов с участием советско-российских самолётов Су-27 и МиГ-29. Первое прямое противостояние авиации сторон в ходе конфликта. Бои отметились предположительным участием лётчиков с бывших советских республик.
По результату, эффективно используя свои истребители, эфиопы завоевали абсолютного господство в воздухе. Более эритрейцы в открытые воздушные бои вступать не пробовали и не использовали авиацию для бомбардировок территории и армии врага.

## Ситуация
Первый раунд войны в воздухе выявил неготовность враждующих государств к полномасштабным боевым действиям. Эфиопы, несмотря на количественную и качественное превосходство своих ВВС, испытывали недостаток подготовленных пилотов, техников и оружейников, запасных частей и были ограничены в выборе аэродромов. Летом через представителя компании «Росвооружение» полковника Владимира Нефёдова власти страны обратились к России с заявкой о закупке отсутствующей материальной части и услуг необходимых специалистов, в том числе пилотов-инструкторов. В свою очередь эритрейцы заручились военно-технической поддержкой Украины.
В феврале 1999 года государства, не достигнув прогресса в переговорах, возобновили боевые действия. К этому моменту завершилась подготовка лётных и технических кадров иностранными военспецами. Враждующие государства закупили за границей много вооружения, особенно самолётов и вертолётов. В 1998—1999 годах только Россия поставила в зону боевых действий примерно 20 летательных аппаратов: 6 либо 8 истребителей МиГ-29 и 4 вертолёта Ми-8 для Эритреи, 8 истребителей Су-27 и 2 вертолёта Ми-24 для Эфиопии.

## Столкновения

### 21 февраля
Эритрейцы, используя пару МиГ-29, организовали засаду и чуть не сбили эфиопский Су-27 с бортовым номером 1952. Пилот последнего находился в патруле. Он обнаружил один вражеский самолёт, который находился ниже, и стал с ним сближаться. С дальности около 45 км эфиоп произвёл пуск Р-27. Ракета взорвалась вблизи машины, не поразив её, так как пилот МиГ-29 вовремя увернулся. Лётчик Су-27, продолжая сближение с противником в развороте, на дальности 10 км выпустил ещё одну ракету. Она разорвалась вблизи эритрейского истребителя, который начал после этого энергичного снижение. Неожиданно эфиоп сам подвергся ракетной атаке другого борта, который находился за плоскогорьем в засаде. Разность высот более за четыре километра и сверхзвуковая скорость «Сухого» позволили уйти от противника.

### 25 февраля
Утром два эфиопских истребителя встретились над сектором Бадме с четырьмя МиГами. Су-27 № 1954, который с напарником выполнял плановое дежурство в воздухе, был выведен на перехват пары МиГ-29. Очевидно, эритрейцы собирались атаковать сухопутные эфиопские части. Эфиопский лётчик вышел в зону позволенных пусков, правильно выдержал режим и вовремя произвёл пуск двух Р-27 по ведущей паре. В результате одна машина была сбита и сразу же разрушилась в воздухе, а лётчик Самуэль, который пилотировал её, погиб. Тем временем второй самолёт энергично развернулся и вернулся на свою территорию, не выполнив задания.

### 26 февраля
В сторону г. Аддис-Абеба, столицы Эфиопии, на большой высоте был послан МиГ-29. Его обнаружил наземный пункт управления. На эту цель сразу же начали наводить Су-27 с бортовым номером 1958. Неожиданно наземный пункт наведения обнаружил ещё один МиГ-29. Второй истребитель летел на малой высоте и вдруг начал целиться по противнику. Эфиопский лётчик успел за очень ограниченное время прицелиться и пустить две Р-27 перед атакой эритрейца. Ракеты поразили вражеский самолёт (по других данным, эфиоп обстрелял машину пушечным огнём); пилот Йонас погиб. Лётчик второго МиГ-29, увидев обломки напарника, срочно вернулся на свой аэродром. Из-за малого остатка топлива пилоту Су-27 также нужно было возвращаться на свою базу.

## Значение
Последний упомянутый воздушный бой заснял на видео фронтовой эфиопский корреспондент. Через несколько дней видеозапись показали по местному телевидению, что способствовало поднятию боевого духа войск и престижа истребителя «Сухого». Благодаря эффективному использованию Су-27 было завоёвано абсолютного господство в воздухе. Более эритрейцы в открытые воздушные столкновения вступать не пробовали и не использовали авиацию для бомбардировок территории и армии врага.
Примечательно, что Миг-29 и Су-27, как два главных истребителя российского производства, никогда до этого в истории не встречались в бою противниками. Эта был первый подобный случай.

## Другие бои
16 мая 2000 года два МиГ-29 появились в небе над городом Барэнту, когда вдруг их атаковали несколько Су-27. Бой был недолгим: один МиГ был сбит, второй был сильно повреждён, но сумел дотянуть до аэродрома в Асмэры. Истребитель, однако, пришлось списать.